# SKE48のアイドル×アイドル
『SKE48のアイドル×アイドル』（エスケーイーフォーティーエイトのアイドルアイドル）は、中京テレビで、2010年12月6日から2010年12月27日まで、毎週月曜日の深夜（月☆パラ）枠で、計4回放送された音楽バラエティ番組。

## 概要
先輩アイドルをゲストに迎え、歌やトークを披露する。 トークコーナーではSKE48の質問に対し先輩アイドルたちが回答したり、山里亮太の独自アイドル論「山里アイドル論」を学ぶ。歌コーナーではゲストのヒット曲をSKE48がともに歌う他1980年代にヒットした曲をSKE48のみでカバー。

## 出演者
- 山里亮太（南海キャンディーズ）
- SKE48

## 放送日程

### 放送日・出演メンバー
| 回 | 放送日         | ゲスト     | SKEメンバー（太文字はお当番メンバー） | 反省会メンバー |
| -- | -------------- | ---------- | --- | -------------- |
| 1  | 2010年 12月6日 | 浅香唯     | 大矢真那、木﨑ゆりあ、木下有希子、須田亜香里、矢神久美、赤枝里々奈、石田安奈、加藤智子、 高柳明音、向田茉夏、山田澪花、磯原杏華、上野圭澄、間野春香、山田恵里伽、木本花音 | 高柳明音       |
| 2  | 12月13日       | 石川ひとみ | 大矢真那、木﨑ゆりあ、木下有希子、須田亜香里、矢神久美、赤枝里々奈、石田安奈、加藤智子、 高柳明音、向田茉夏、山田澪花、磯原杏華、上野圭澄、間野春香、山田恵里伽、木本花音 | 山田澪花       |
| 3  | 12月20日       | 伊藤つかさ | 小野晴香、加藤るみ、桑原みずき、高田志織、出口陽、中西優香、平田璃香子、平松可奈子、 松井珠理奈、松井玲奈、小木曽汐莉、秦佐和子、古川愛李、松本梨奈、矢方美紀、若林倫香   | 平松可奈子     |
| 4  | 12月27日       | 新田恵利   | 小野晴香、加藤るみ、桑原みずき、高田志織、出口陽、中西優香、平田璃香子、平松可奈子、 松井珠理奈、松井玲奈、小木曽汐莉、秦佐和子、古川愛李、松本梨奈、矢方美紀、若林倫香   | 桑原みずき     |

### 楽曲
- 第1回1988年メドレー

「パラダイス銀河」（全員）
「吐息でネット」（大矢、木﨑、赤枝、上野、木本）
「MUGO・ん…色っぽい」（木下、須田、石田、高柳、向田、磯原、山田恵）
「C-Girl」（全員）
ゲストLIVE「セシル」（赤枝、石田、加藤智、高柳、向田、山田澪、磯原、間野）
- 第2回1981年メドレー

「センチメンタル・ジャーニー」（須田、矢神、赤枝、磯原、上野、間野、山田恵）
「ギンギラギンにさりげなく」（全員）
「ハロー・グッバイ」（加藤智、山田澪、間野）
「夏の扉」（全員）
ゲストLIVE「まちぶせ」（大矢、木﨑、木下、須田、矢神、上野、木本、山田恵）
- 第3回1981年メドレー

「ハイスクールララバイ」（小野、桑原、中西）
「白いパラソル」（平松、松本）
「スマイル・フォー・ミー」（全員）
ゲストLIVE「少女人形」（加藤る、高田、出口、平田、平松、松井玲、小木曽、秦）
- 第4回1985〜1986年メドレー

「なんてったってアイドル」（小野、加藤る、桑原、高田、出口、中西、平田、平松、松井珠、小木曽、松本、若林、秦）
「1986年のマリリン」（松井玲、古川、矢方）
「セーラー服を脱がさないで」（全員）
ゲストLIVE「冬のオペラグラス」（小野、桑原、中西、松井珠、古川、松本、若林、矢方）

## スタッフ
- 構成：柳しゅうへい
- ディレクター：大井誠
- 演出：宇野祐司、富田恭平
- プロデューサー：黒宮英作
- テクニカルディレクター、スイッチャー、ビデオエンジニア：北折政樹、横澤義貴
- カメラマン：小寺栄二、間野裕行、村上和香奈、山本卓也
- オーディオ音声：山内敦司、内田卓也
- 照明：山岡一城、スター
- 美術：福田悦也、柴田将平、第一舞台
- 音効：宮田勝司、山本和史、ミックスアップ、ソフト・コマース
- 編集：平井章浩
- マルチオーディオ：山内敦司
- 協力：ピタゴラス・プロモーション、湯浅洋、井戸直也
- 制作協力：コックスプロジェクト、中京テレビ映像企画
- 制作著作：中京テレビ

## 主題歌
- 「1!2!3!4! ヨロシク!」SKE48

## 放送局
| 放送地域   | 放送局     | 放送期間                 | 放送日時           | 系列           | 備考   |
| ---------- | ---------- | ------------------------ | ------------------ | -------------- | ------ |
| 中京広域圏 | 中京テレビ | 2010年12月6日 - 12月27日 | 月曜 24:29 - 24:59 | 日本テレビ系列 | 制作局 |
| 福岡県     | 福岡放送   | 2011年3月3日 - 3月31日   | 木曜 25:18 - 25:48 | 日本テレビ系列 |        |
| 千葉県     | チバテレビ | 2011年5月11日 - 6月1日   | 水曜 22:00 - 22:30 | 独立UHF局      |        |
| 兵庫県     | サンテレビ | 2011年7月23日 - 9月3日   | 土曜 20:54 - 21:24 | 独立UHF局      |        |